# Фризе, Владимир Владимирович
Владимир Владимирович Фризе (1912—1941) — ленинградский композитор.

## Биография
Учился в Ленинградской консерватории, по классу В. Калафати и В. Щербачева. Его лирическому дарованию было особенно близко творчество Пушкина, Блока, Есенина, Ахматовой, на стихи которых он написал много романсов. Среди произведений других жанров, созданных композитором — Праздничная увертюра для симфонического оркестра, сюита Северные эскизы, концерт для фортепиано с оркестром, симфония, музыка к спектаклям, инструментальные пьесы. Его песни «Моряк» и «25-я дивизия» были удостоены премий на конкурсах песен. Вместе с В. К. Томилиным, Владимир Фризе работал в Оборонной секции Союза композиторов Ленинграда и создал ряд значительных произведений. Автор одной из первых боевых песен защитников Ленинграда — «Мчится эскадрон за эскадроном», которая была отмечена музыкальной критикой в печати и получила всенародную известность.

## На фронтах Великой Отечественной войны
Летом 1941 года Владимир Фризе, отказавшись от эвакуации, добился зачисления в Училище младших лейтенантов, по окончании которого был отправлен на фронт в район Невской Дубровки — на Невский пятачок.

### Гибель
В декабре 1941 года, в ходе ночной разведки, В. Фризе был убит в завязавшейся перестрелке.

## Сочинения
- для симф. орк. — Праздничная увертюра, сюита «Северные эскизы», Симфония (1941);
- для ф-п. и симф. орк. — Концерт; для голоса и джаза — Симфо-джаз;
- для голоса и ф-п. — цикл «Персидская лирика» (сл. С. Есенина).

### Песни
- романсы на словаА. Пушкина, А. Блока, А. Ахматовой,
- В поле чистом серебрится
- Мчится эскадрон за эскадроном (1941)
- 25 дивизия (сл. И. Сельвинского, 1933)
- Первомай (1933)

### Театр
музыка к драматическим спектаклям.